# Ministère public
Pour les articles homonymes, voir Parquet.

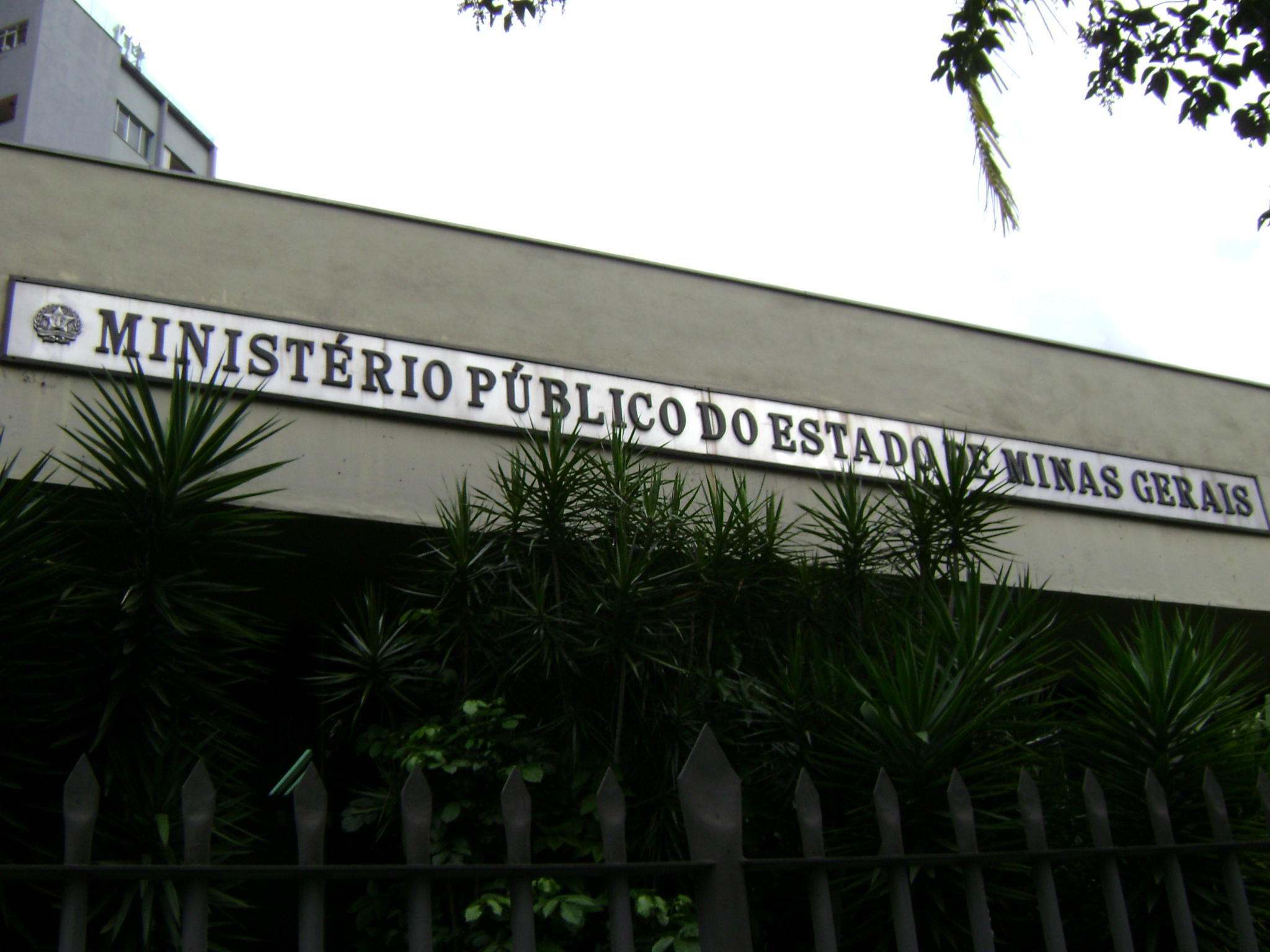
Ministère public de l'État du Minas Gerais (Brésil), à Belo Horizonte.

Le ministère public ou procureur est une autorité de poursuite pénale chargée de l'exercice uniforme de l'action publique. Il a une mission de sauvegarde des intérêts généraux de la société devant les tribunaux.
Il agit au nom de la société en tant que partie poursuivante, ou garant de la loi en matière civile. En matière pénale, sa tâche principale consiste en la recherche des infractions et de leurs auteurs et la poursuite de ceux-ci. Il veille également à l'exécution appropriée des peines prononcées par le tribunal ,.
Un raccourci consiste à considérer que le ministère public est l'accusation. En droit français et belge, il est habituellement appelé le parquet.

## Histoire
En France, sous l'Ancien Régime, le Parquet était nommé « Petit parc » en référence au petit clos où se déroulait l'audience où intervenaient les procureurs du roi.
On parle aussi de « magistrature debout », parce que ses membres se lèvent pour requérir, faire leurs réquisitions (leurs demandes au tribunal).

## Par pays

### Canada
En droit canadien, le ministère public est le poursuivant devant une juridiction pénale. Il est souvent appelé « la Couronne » car la fonction de poursuivant relève du pouvoir exécutif, lequel est représenté symboliquement par la Couronne dans les monarchies constitutionnelles. De nos jours, le ministère public est le terme plus couramment utilisé dans les décisions de la Cour suprême, par exemple dans l'arrêt R. c. Stinchcombe, où le terme est utilisé 45 fois, à l'exclusion du terme Couronne.
Par l'effet de l'application des principes du fédéralisme, il existe un exécutif fédéral et un exécutif provincial, tout comme il existe un gouverneur général au niveau fédéral et un lieutenant-gouverneur au niveau provincial. Dans la monarchie canadienne, les deux couronnes (la Couronne fédérale et la Couronne provinciale) sont néanmoins représentées par un même souverain. Bien que le législateur fédéral a une compétence en matière de loi criminelle, cette compétence ne lui donne pas l'exclusivité de l'exercice des fonctions de ministère public et les fonctions de ministère public peuvent être exercées par les deux ordres du gouvernement.
Au Québec, c'est dans les faits le ministère public provincial agissant sous le nom de Directeur des poursuites criminelles et pénales qui s'occupe de la très grande majorité des dossiers. Dans certaines affaires pénales, par ex. celles où interviennent des enquêtes confidentielles de la Gendarmerie royale du Canada au Québec, le poursuivant peut occasionnellement être le ministère public fédéral agissant sous le nom de Service des poursuites pénales du Canada.

### France
En France, le parquet désigne « l’organisation, au niveau du tribunal de grande instance, de l’ensemble des magistrats du ministère public qui sont chargés de requérir l’application de la loi et de conduire l’action pénale au nom des intérêts de la société. Au niveau de chaque tribunal de grande instance, le parquet comprend un procureur de la République, éventuellement assisté de procureurs adjoints, de vice-procureurs et de substituts. ». Il représente le ministère public dans le tribunal correctionnel, les juridictions pour mineurs, auprès du  juge d’instruction et des formations civiles du tribunal. Dans les cours d’appel, le parquet est dit « Parquet général » (avec alors un procureur général assisté d’avocats généraux qui – contrairement à ce que leur nom indique – ne sont pas des avocats mais bien des magistrats).
Un même parquet est un groupe indivisible dont les membres sont substituables en tant que représentant du ministère public au sein d'une procédure.
Lors de la procédure en appel, la fonction du ministère public est exercée par le procureur général, assisté d'avocats généraux et de substituts du procureur général.

### Pays-Bas
Aux Pays-Bas, le ministère public (en néerlandais : Openbaar Ministerie) ou parquet est chargé des enquêtes relevant du droit pénal (strafrecht) du droit public. Devant un tribunal, il est représenté par l'officier de justice, qui agit en tant que procureur devant la magistrature assise, traditionnellement nommée à vie.
Le ministère public agit pour le compte de l'État, sous l'égide du ministre de la Justice et de la Sécurité.

### Suisse
En Suisse, le rôle du ministère public est défini notamment par les articles 16, 308-327 et 337 du Code de procédure pénale. Son rôle est d'investiguer les faits et d'appliquer la loi (pas d'obtenir une condamnation).
En plus du Ministère public de la Confédération, sous la responsabilité du procureur général de la Confédération, chaque canton institue son ministère public et ses procureurs (article 14 du Code de procédure pénale suisse).
Lors de la procédure préliminaire, le ministère public dirige l'instruction, à charge et à décharge. Lors de la procédure de première instance, la procédure est dirigée par le président du tribunal et le ministère public se concentre alors sur l'accusation.

## Composition
Dans certains pays[Lesquels ?], ce corps est composé de magistrats chargés de veiller au respect de la loi. Ses membres n'ont pas pour mission de veiller aux intérêts particuliers de tel ou tel plaideur mais à ceux de la collectivité tout entière en requérant l'application de la loi qui en est l'expression. Cela est une exception par rapport à la majorité des pays où « l'accusation » est nommée, élue, voire mandatée (avocat).